# البنك المركزي الأردني
البنك المركزي الأردني هو المصرف المركزي للمملكة الأردنية الهاشمية مملوك للحكومة الأردنية. يبلغ رأس ماله الحالي ثمانية وأربعون مليون دينار أردني. خلف مجلس النقد الأردني الذي كان قد أسس عام 1950 م. شكل المصرف بناء على قانون المصرف المركزي الأردني الصادر عام 1959 م، وبدأ نشاطه 1 أكتوبر 1964.
يقوم المصرف بعدة مهام من أهمها إصدار أوراق النقد والمسكوكات والاحتفاظ باحتياطي المملكة من الذهب والعملات الأجنبية وإدارته. وهو يدير محفظة المملكة الرسمية من العملات الأجنبية. كما يقوم بترخيص البنوك وفروعها ويراقب البنوك المرخصة. وهو المصرف الذي يقدم الخدمات المصرفية للحكومة والمؤسسات العامة بما في ذلك حفظ الودائع وفتح الحسابات.

## نبذة

### التأسيس
بدأ الأردن بالإعداد لإنشاء المصرف المركزي الأردني في أواخر الخمسينات. وصدر قانون المصرف المركزي الأردني عام 1959 م. واستكملت إجراءات مباشرة المصرف لأعماله في اليوم الأول من شهر تشرين الأول عام 1964 م، ليخلف مجلس النقد الأردني الذي كان قد أسس عام 1950 م، وتملك الحكومة الأردنية كامل رأس مال المصرف المركزي والذي تم زيادته على مراحل، من مليون إلى ثمانية عشر مليون دينار أردني، ورغم ملكية الحكومة لرأسماله فان المصرف المركزي يتمتع وفق أحكام قانونه بشخصية اعتبارية مستقلة.
المهام
- إصدار أوراق النقد والمسكوكات في المملكة وتنظيمه.
- الحفاظ على الاستقرار النقدي في المملكة.
- ضمان قابلية تحويل الدينار الأردني.
- إدارة احيتاطيات البنوك بما يتلاءم ومتطلبات تمويل النشاط الاقتصادي.
- تعزيز سلامة ومنعة مؤسسات الجهاز المصرفي من خلال تبني أساليب رقابية فعالة وفقا لأحدث المعايير الدولية المطبقة.
- تقوية المراكز المالية للمؤسسات المصرفية.
- إدارة نظام المدفوعات الوطني.
- الاحتفاظ باحتياطي المملكة من الذهب والعملات الأجنبية وإدارته.
- توفير البيئة المصرفية الملائمة لحشد المدخرات وتمويل الاستثمار.

### الخدمات
- تلبية احتياجات السوق من النقد بالجودة والفئات المطلوبة.
- توفير السيولة اللازمة للبنوك المرخصة.
- منح البنوك المرخصة قروض من خلال أدوات الخصم أو إعادة الخصم أو بيع أو شراء وثائق الائتمان (ومنها الإسناد والكمبيالات والسندات الحكومية 000الخ) أو بضمانة تلك الوثائق.
- ترخيص البنوك وفروعها ومكاتبها وفروع البنوك الأجنبية ومكاتب التمثيل.
- مراقبة البنوك المرخصة.
- تقديم خدمات التقاص والتسويات الإلكترونية فيما بين أعضاء نظام التسويات الفوري الإجمالي.
- تقديم جميع الخدمات المصرف ية للحكومة والمؤسسات العامة بما في ذلك حفظ الودائع وفتح الحسابات، إصدار وإدارة أدوات الدين العام، دفع أي أموال في المملكة أو خارجها وتحويلها وتحصيلها وقبولها كأمانة وفتح الاعتمادات المستندية، شراء الشيكات والإسناد والأوراق المالية والذهب والفضة والعملات الأجنبية وبيعها أو تحويلها أو قبولها كأمانة.
- إدارة محفظة المملكة الرسمية من العملات الأجنبية.
- تقديم خدمات تبادل معلومات الائتمان الخاصة بعملاء البنوك المرخصة وزغبهم.
- تقديم الاستشارات للحكومة حول السياسات المالية والنقدية والاقتصادية ومشاريع القوانين والأنظمة المؤثرة في البيئة الاقتصادية ورفدها بالكوادر المؤهلة.
- ترخيص شركات الصرافة ومراقبة أعمالها.
- توفير ونشر وتزويد الجهات الرسمية وغير الرسمية بالنشرات الإحصائية والتقارير الدورية الاقتصادية.
- إعلان أسعار بيع وشراء العملات الأجنبية.
- التعريف بمواصفات النقد الأردني والعلامات الأمنية.
- إصدار المسكوكات التذكارية.

## العملات
يطرح البنك المركزي الأردني العملة الأردنية وهي الدينار الأردني بعدة فئات منها الورقية والمعدنية.
الفئات الورقية الحالية: دينار، خمسة دنانير، عشرة دنانير، عشرون ديناراً، خمسون ديناراً.
الفئات المعدنية الحالية: نصف دينار، ربع دينار، عشرة قروش (100 فلس)، خمسة قروش (50 فلس)، قرش واحد (10 فلوس).

### إصدارات العملات:
هناك العديد من الإصدارات للدينار الأردني، وقد أصدر البنك المركزي الأردني الإصدار الخامس مع بداية عام 2023 وتصدر فئات هذا الإصدار بشكل متتابع. ويحمل هذا الإصدار العديد من العلامات الأمنية الخاصة بالعملات الورقية.

## المحافظين
محافظي مجلس النقد الأردني
- خليل السالم (1 تموز 1950 - 6 أيار 1959)

محافظي البنك المركزي الأردني:
- خليل السالم (6 أيار 1959 (بالإنابة) 1 تشرين الأول 1964 (فعلياً) - 26 أيار 1973)
- محمد سعيد النابلسي (26 أيار 1973 - 4 نيسان 1985)
- حسين القاسم (4 نيسان 1984 (بالإنابة) 4 نيسان 1985 (فعلياً) - 27 نيسان 1989)
- محمد سعيد النابلسي (27 نيسان 1989 - 4 شباط 1996)
- زياد فريز (8 كانون الثاني 1995 (بالإنابة) 4 شباط 1996 (فعلياً) - 1 كانون الثاني 2001)
- أمية طوقان (19 حزيران 2000 (بالإنابة) 1 كانون الثاني 2001 (فعلياً) - 22 تشرين الثاني 2010)
- فارس شرف (22 تشرين الثاني 2010 - 17 أيلول 2011)
- محمد سعيد شاهين (17 أيلول 2011 - 10 كانون الثاني 2012)
- زياد فريز (10 كانون الثاني 2012 - 5 كانون الثاني 2022)
- عادل شركس (5 كانون الثاني 2022 - حتى الآن)

## معرض صور

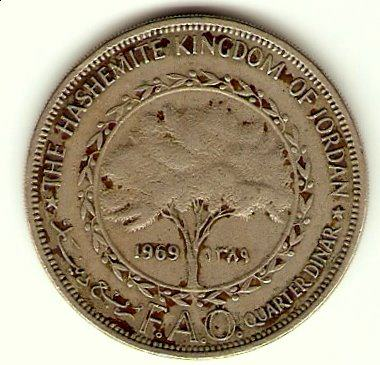
عملة نحاسية من إصدار البنك المركزي عام 1969
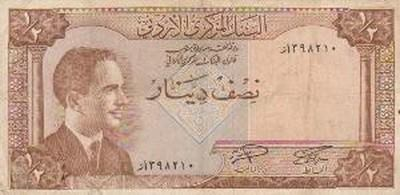
نصف دينار أردني سنة 1959

## وصلات خارجية
- الموقع الرسمي للمصرف المركزي الأردني